# Zolpidem
Zolpidem, được bán dưới tên thương hiệu Ambien, trong số những loại khác, là một loại thuốc chủ yếu được sử dụng để điều trị ngắn hạn các vấn đề về giấc ngủ. Các hướng dẫn khuyến nghị rằng nó chỉ được sử dụng sau khi tư vấn và thay đổi hành vi đã được thử. Nó giảm thời gian khởi phát giấc ngủ khoảng 15 phút và với liều lượng lớn hơn giúp mọi người ngủ lâu hơn. Nó được uống bằng miệng và có sẵn ở dạng viên thông thường hoặc viên ngậm dưới lưỡi và thuốc xịt miệng. 
Các tác dụng phụ thường gặp bao gồm buồn ngủ ban ngày, đau đầu, buồn nôn và tiêu chảy. Các tác dụng phụ khác bao gồm các vấn đề về trí nhớ, ảo giác và lạm dụng. Liều khuyến cáo đã giảm trong năm 2013 do suy giảm vào sáng hôm sau. Ngoài ra, lái xe vào sáng hôm sau không được khuyến nghị với liều cao hơn hoặc công thức tác dụng dài. Mặc dù flumazenil có thể đảo ngược tác dụng của zolpidem, nhưng thông thường chăm sóc hỗ trợ là tất cả những gì được khuyến nghị khi dùng quá liều.